# Gare de la Bourse
La gare de la Bourse est une ancienne gare ferroviaire française de la ligne de Tours à Saint-Nazaire qui était située sur le quai de la Fosse à Nantes, en Loire-Atlantique. 
Elle est mise en service en 1857 par la Compagnie du chemin de fer de Paris à Orléans (PO) et disparait au début des années 1940.

## Situation ferroviaire
Établie à 7 mètres d'altitude, la gare de la Bourse est situé sur la ligne de Tours à Saint-Nazaire entre les gares nantaises d'Orléans et des Salorges. 
Elle se situait en face de la rue Lévêque, un peu au nord-est de l'actuelle station de tramway de la  ligne 1 baptisée « Médiathèque ».

## Histoire
Lorsque la décision est prise de poursuivre vers l'ouest la ligne ferroviaire en provenance de Tours, il est décidé qu'elle empruntera le quai de la Fosse. Cette section est inaugurée le 6 avril 1853. En 1855, le conseil municipal demande la création d'une gare de voyageur intermédiaire entre la gare d'Orléans et celle de Chantenay. La compagnie exploitante décide d'implanter une gare de voyageurs sur le quai de la Fosse « entre la cale aux Oranges et celle aux Douanes », à exactement 1 742 mètres de la gare principale. Pour satisfaire une demande du conseil municipal, la gare est finalement rapprochée de la place du Commerce. Elle est achevée en 1857.
En 1863, les quais sont prolongés d'une centaine de mètres, en raison de l'augmentation de la longueur des convois.
Lorsque les travaux de comblement des bras de la Loire sont lancés, il est projeté, dans le cadre du détournement de la ligne de chemin de fer permettant d'éviter les quais, de reconstruire la gare de la Bourse à la place d'immeubles vétustes, à l'angle du quai de la Fosse et de la Rue Neuve-des-Capucins. Mais dans les années 1930, la concurrence du car discrédite la viabilité économique de la reconstruction d'une gare à cet endroit. En avril 1941, du fait de l'achèvement de la déviation de la ligne, la gare est démontée, et ne sera jamais reconstruite.